# 岩崎育夫
岩崎 育夫（いわさき いくお、1949年 - ）は、日本の政治学者。専門は、東アジア・東南アジアの政治発展論。
長野県生まれ。立教大学文学部卒業。アジア経済研究所研究員を経て、現在、拓殖大学国際学部教授。
『華人資本の政治経済学』で毎日新聞社アジア太平洋賞特別賞を受賞。

## 著書
- 『シンガポールの華人系企業集団』（アジア経済研究所, 1990年）
- 『リー・クアンユー 西洋とアジアのはざまで―現代アジアの肖像15』（岩波書店, 1996年）
- 『華人資本の政治経済学――土着化とボーダレスの間で』（東洋経済新報社, 1997年）
- 『現代アジア政治経済学入門』（東洋経済新報社, 2000年）
- 『アジア政治を見る眼――開発独裁から市民社会へ』（中公新書, 2001年）
- 『シンガポール国家の研究――「秩序と成長」の制度化・機能・アクター』（風響社, 2005年）
- 『アジア二都物語――シンガポールと香港』（中央公論新社, 2007年）
- 『アジア政治とは何か――開発・民主化・民主主義再考』（中央公論新社［中公叢書］, 2009年）
- 『物語 シンガポールの歴史――エリート開発主義国家の200年』（中公新書, 2013年）
- 『アジアの国家史―民族・地理・交流』（岩波現代全書, 2014年）
- 『世界史の図式』（講談社選書メチエ, 2015年）
- 『入門 東南アジア近現代史』（講談社現代新書, 2017年）
- 『アジア近現代史――「世界史の誕生」以後の800年』（中公新書, 2019年）
- 『近代アジアの啓蒙思想家』（講談社選書メチエ, 2021年）
- 『現代アジアの「民主主義」』（山川出版社, 2023年）
- 『現代アジアの民主と独裁――なぜ民主主義国で二世指導者が生まれるのか』（中公選書, 2024年）

### 編著
- 『ASEANにおける地域協力――文献解題と年表』（アジア経済研究所, 1984年）
- 『開発と政治――ASEAN諸国の開発体制』（アジア経済研究所, 1994年）
- 『アジアと民主主義――政治権力者の思想と行動』（アジア経済研究所, 1997年）
- 『アジアと市民社会――国家と社会の政治力学』（アジア経済研究所, 1998年）
- 『アジアの企業家』（東洋経済新報社, 2003年）
- 『新世代の東南アジア――政治・経済・社会の課題と新方向』（成文堂, 2007年）

### 共編著
- （村嶋英治・萩原宜之）『ASEAN諸国の政党政治』（アジア経済研究所, 1993年）
- （萩原宜之）『ASEAN諸国の官僚制』（アジア経済研究所, 1996年）
- （佐藤宏）『アジア政治読本』（東洋経済新報社, 1998年）
- 渡辺利夫共著『海の中国』（弘文堂, 2001年）

### 訳書
- リー・サオユエン/リンダ・ロウ『シンガポールの企業家精神――民間と国家』（勁草書房, 1992年）
- ギャリー・ロダン『シンガポール工業化の政治経済学――国家と国際資本』（三一書房, 1992年）

## 参考
『現代日本人名録2002』日外アソシエーツ